# Danis Lídia
Danis Lídia (Sopron, 1980. április 12. –) Domján Edit-díjas magyar színésznő.

## Élete
Gyermekkorában egy, a szülővárosához közeli kis faluban, Peresztegen élt. Középiskolai tanulmányait a soproni Berzsenyi Dániel Evangélikus Gimnázium (Líceum) dráma-latin szakos osztályában folytatta. 1998-tól a Nemzeti Színiakadémia (ma Pesti Magyar Színiakadémia) diákja volt. 2004-ben végzett a Színház- és Filmművészeti Egyetemen Hegedűs D. Géza osztályában. 
2004-től 2010-ig a Vígszínház társulatának tagja volt, közben 2007 nyarán megkapta a „Legjobb 30 év alatti színésznő” díját a Pécsi Országos Színházi Találkozón, decemberben pedig a Vígszínház társulata neki ítélte a Ruttkai Éva emlékgyűrűt. 2008 júniusában Ajtay Andor-emlékdíjjal jutalmazták. 2010–2013 között a Szegedi Nemzeti Színház tagja, majd egy év "szabadúszás" után 2014-től a tatabányai Jászai Mari Színház tagja lett.

## Munkássága

### Színpadi szerepei

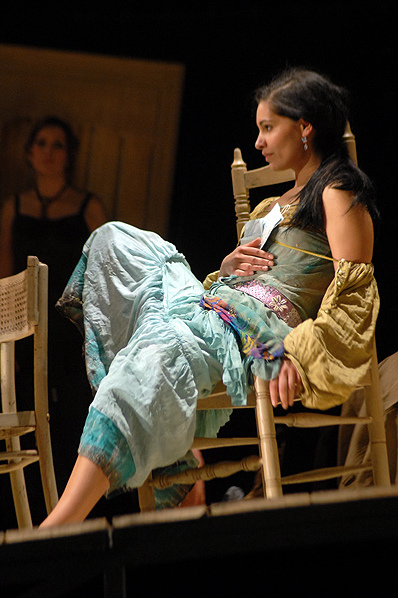
A Száz év magány című előadásban (Bálint F. Gyula felvétele)

- Jorge Amado-Pozsgai Zsolt: A tenger szerelmesei – Rita (1997)
- Jon Fosse: Winter (Tél) – Nő (2003)
- Dosztojevszkij–Wesker: Lakodalom – Mrs. Dawson, a felesége (2003)
- Per Olov Enquist: Tribádok éjszakája – Marie Caroline David (2003)
- Szorongás orfeum (2003)
- Woody Allen: Játszd újra, Sam! – Diszkós lány (2003)
- Krúdy Gyula: A vörös postakocsi – Esztella (2003)
- Bodó Viktor: Attack – Vivi (2003)
- Henrik Ibsen: Nóra (A babaházban) – Szobalány Helmeréknél (2003)
- Bodó Viktor–Vinnai András–Czukor Balázs–Máthé Zsolt: Metro (2004)
- Joanna Murray-Smith: Szenvedély – Sophie (2004)
- Nyikolaj Vasziljevics Gogol: A revizor – Marja Antonovna, a leánya (2004)
- Carlo Goldoni: A kávéház – Lisaura (2005)
- Alexandre Dumas: A három testőr – Constance (2005)
- Gabriel García Márquez: Száz év magány – Rebeca (2006)
- Marcel Proust: Az eltűnt idő nyomában – Albertine (2006)
- Thomas Vinterberg–Mogens Rukov–Bo Hansen: Az ünnep – Pia (2006)
- A. P. Csehov: Cseresznyéskert – Ánya (2007)
- Kornis Mihály: Körmagyar – A takarítónő (2007)
- Irodalmi centrifuga 1. (Szomjas oázis – Antológia a női testről) (2007)
- Irodalmi centrifuga 2. (Mandalák – Kortárs női irodalom színpadon) (2008)
- Beaumarchais: Figaro házassága – Susana, komorna, Figaro jegyese (2008)
- Forgách András: Tercett (2008)
- Heltai Jenő: A tündérlaki lányok – Boriska (2008)
- Molnár Ferenc: Egy, kettő, három – Brasch kisasszony (2009)
- Molnár Ferenc: Az ibolya – Márkus kisasszony (2009)
- Kollektív neurózis–Könyvzene (2009)
- A Magyar Dal gálaestje (2009)
- Baráthy György: Álmodozók – Isabell (2010)
- Kosztolányi Dezső: Édes Anna – Vizyné (2010)
- William Shakespeare: A makrancos hölgy – Katalin (2011)
- A. P. Csehov: Három nővér – Natalja (2011)
- de Laclos-Hampton: Veszedelmes viszonyok – Tourvelné (2011)
- Petr Zelenka: Hétköznapi őrültek – Jana (2011)
- Henrik Ibsen: Hedda Gabler – Hedda Tesman, a felesége (2012)
- John Steinbeck: Egerek és emberek – Curley felesége (2012)
- Johann Wolfgang von Goethe–Peter Hacks: A mundérvásárhelyi búcsú (Das Jahrmarktsfest zu Plundersweilern) – C úrhölgy, Eszter (2012)
- Pozsgai Zsolt: Pipás Pista – Szokál Mihályné (2013)
- Füst Milán: Boldogtalanok – Nemesváraljai Gyarmaky Róza (2013)
- Gárdonyi Géza: Ábel és Eszter – Eszter (2013)
- William Shakespeare: Vízkereszt, vagy amit akartok – Olivia, fiatal grófnő (2014)
- Frederick Knott: Gyilkosság telefonhívásra – Margot (2015)
- Hadar Galron: Mikve – Miki (2015)
- Anton Pavlovics Csehov: Sirály avagy 80 kiló szerelem – Mása, a lányuk (2015)
- Georges Feydeau: A hülyéje – Armandine (2015)
- Molière: Tartuffe – Dorine, Mariane komornája (2015)
- Háy János: Házasságon innen és túl – Barátnő (Kati) (2015)
- Nyikolaj Erdman: Az öngyilkos – Margarita (2016)
- Arthur Miller: A salemi boszorkányok – Elizabeth Proctor, John felesége (2016)
- Kiss Csaba: Nappalok és éjszakák – Mása, Trepljov szerelme (2016)
- Spiró György: Az imposztor – Skibińska (2016)
- Várkonyi Mátyás – Miklós Tibor: Sztárcsinálók – Locusta (2017)
- Ferdinand von Schirach: Terror – Franziska Meiser (2017)
- Friedrich Schiller: Stuart Mária – Stuart Mária (2017)
- Molnár Ferenc: Játék a kastélyban – Annie (2017)
- Tadeusz Słobodzianek: A mi osztályunk – Dora (2017)
- Reginald Rose: Tizenkét dühös ember – Ötödik esküdt (2018)
- William Shakespeare: Macbeth – Lady Macbeth (2018)
- Martin Sperr: Vadászjelenetek Alsó-Bajorországból – Menekült nő (2018)
- Vajda Katalin: Anconai szerelmesek – Dorina, Tomao házvezetőnője (2018)
- Jaroslav Hašek – Spiró György: Švejk (2019)
- Mark Haddon – Simon Stephens: A kutya különös esete az éjszakában – Siobhan/Tehén (2019)
- Pintér Béla: Szutyok – Anita, Rózsi barátnője (2019)
- Czukor Balázs: Vonat elé leguggolni (2020)
- Ivan Viripajev: Részegek – Linda (2020)

### Filmszerepei
- Fekete-fehér, igen-nem – Kriszta (2001)
- A Hídember (2002)
- Csudafilm – Lány (2005)
- Projekció (2006)
- Randevú – Ildi (2006)
- Márió és a varázsló – Vékony nő (2008)
- Levél istenhez – Baba (2014)
- Csandra szekere – Pekenyuca (2016)
- Tiszta szívvel – Évi (2016)
- Genezis – Mira (2018)
- KZ O 2.0 – (2021)
- Az énekesnő – Rab (2022)
- Zanox – Kockázatok és mellékhatások (2022)
- Átjáróház (2022)
- A másik érintése (2023)

### Televízió
- Lámpaláz – Magyar Televízió (2004)
- Presszó (A szeretet ünnepe) – Lány kutyával – Magyar Televízió (2008)
- Forgách András: Tercett (Janka, Zsigmond, Mária) – Magyar Televízió (2008)
- A La Carte – Magyar Televízió (2008)
- A Magyar Dal gálaestje (Vígszínház) – Magyar Televízió (2009)
- A'la Carte – Story TV (2010)
- Állomás (Izaura nyaral) – Duna Televízió (2011)
- Magyarország, szeretlek! – Magyar Televízió (2012-2019)
- Aranyélet – Jakab Erika rendőr főhadnagy – HBO (2015-2018)
- Bogaras szülők – Zsuzsi – TV2 (2018)
- Marsra magyar! – Révész Lídia – Index (2023)

### Rádió
- Vinnai András: Nagyon rossz a memóriám – Zsófia, Lajos vágyálma – Magyar Rádió (2002)

### Egyéb szerepek
- Videóklip – Sid: Helló – Lány (2006)
- Reklámkampány – OTP személyikölcsön kampány – Stoppos lány (2007)
- Madách MOST – Madách Imre: Az ember tragédiája – Éva (2019)
- Homokóra: Frida Kahlo vs Salvador Dali – Frida Kahlo

## Díjai, elismerései
- Helikon-díj (1996)
- Legjobb 30 év alatti színésznő (VII. Pécsi Országos Színházi Találkozó) (2007)
- Ruttkai Éva-emlékdíj (2007)
- Ajtay Andor-emlékdíj (2008)
- Dömötör-díj – Legjobb női színészi alakítás (2011) (A makrancos hölgy)[6]
- Dömötör-díj – Legjobb női színészi alakítás (2012) (Hedda Gabler)
- Közönség díj (Jászai Mari Színház) (2015)
- Legjobb női mellékszereplő – Pécsi Országos Színházi Találkozó (Tartuffe, Jászai Mari Színház, 2016)[7]
- Legjobb női mellékszereplő – Városmajori Színházi Szemle (Tartuffe, Jászai Mari Színház, 2016)
- Az évad legjobb színésznője (Jászai Mari Színház) (2018)
- Jászai Gyűrű-díj az évad legjobb női alakításáért (Jászai Mari Színház) (2018)
- Domján Edit-díj (2018)[8]
- Legjobb mellékszereplő – Televíziós Újságírók Díja (Aranyélet) (2019)
- Legjobb női mellékszereplő – 5. Magyar Filmhét, Televíziós Forgalmazású Alkotásoknak Járó Magyar Filmdíjak (2019)
- Legjobb női főszereplő – Szemle Plusz (Jógyerekek képeskönyve, Jászai Mari Színház, 2023)
- Megyei Prima Díj (2024)